# 張昭遠 (唐朝)
張昭遠（?—?），广东惠州归善（今惠城区桥西街道办事处）人。
僖宗乾符四年（877年）進士，是惠州首位進士。歷官户部侍郎。官至左龙武军大将军、昭州防御使。卒赠应州观察使。